# Ile Manoka
Ile Manoka är en ö i Kamerun.   Den ligger i regionen Kustregionen, i den sydvästra delen av landet, 210 km väster om huvudstaden Yaoundé. Arean är 104 kvadratkilometer.
Terrängen på Ile Manoka är mycket platt. Öns högsta punkt är 43 meter över havet. Den sträcker sig 13,9 kilometer i nord-sydlig riktning, och 11,5 kilometer i öst-västlig riktning.  Trakten runt Ile Manoka består huvudsakligen av våtmarker.